# شوك (ميزوري)
شوك (بالإنجليزية: Shook)‏ هي إحدى المجتمعات الفردية (غير مصنفة) في ولاية ميزوري في الولايات المتحدة الأمريكية.